# Qualificazioni al campionato europeo maschile di pallavolo 2021
Le qualificazioni al campionato europeo maschile di pallavolo 2021 si sono svolte dal 30 agosto 2020 al 16 maggio 2021: al torneo hanno partecipato ventisei squadre nazionali europee e dodici si sono qualificate al campionato europeo 2021.

## Regolamento

### Formula
Le squadre hanno disputato una fase a gironi con formula del girone all'italiana, con gare di andata e ritorno: le prime classificate di ogni girone e le cinque migliori seconde classificate si sono qualificate per il campionato europeo 2021.

### Criteri di classifica
Se il risultato finale è stato di 3-0 o 3-1 sono stati assegnati 3 punti alla squadra vincente e 0 a quella sconfitta, se il risultato finale è stato di 3-2 sono stati assegnati 2 punti alla squadra vincente e 1 a quella sconfitta.
L'ordine del posizionamento in classifica è stato definito in base a:
- Numero di partite vinte;
- Punti;
- Ratio dei set vinti/persi;
- Ratio dei punti realizzati/subiti;
- Risultati degli scontri diretti.

## Squadre partecipanti
| - Albania - Austria - Azerbaigian - Bielorussia - Bosnia ed Erzegovina - Bulgaria - Cipro - Danimarca - Croazia | - Georgia - Grecia - Israele - Lettonia - Macedonia del Nord - Moldavia - Montenegro - Norvegia - Paesi Bassi | - Portogallo - Romania - Slovacchia - Spagna - Svezia - Svizzera - Turchia - Ungheria |

## Torneo
| Girone A    | Girone B | Girone C             | Girone D | Girone E   |
| ----------- | -------- | -------------------- | -------- | ---------- |
| Croazia     | Austria  | Bosnia ed Erzegovina | Cipro    | Albania    |
| Paesi Bassi | Bulgaria | Danimarca            | Lettonia | Romania    |
| Svezia      | Israele  | Macedonia del Nord   | Moldavia | Slovacchia |
| -           | -        | Turchia              | Spagna   | Svizzera   |

| Girone F    | Girone G    |
| ----------- | ----------- |
| Azerbaigian | Bielorussia |
| Georgia     | Ungheria    |
| Grecia      | Norvegia    |
| Montenegro  | Portogallo  |

### Girone A

#### Risultati
| 7 maggio 2021 Dvorana Krešimira Ćosića, Zara Durata: 1h:53 - Spettatori: 0  | Croazia     | 1 - 3 | Paesi Bassi | 30-32, 25-19, 23-25, 18-25        |
| 8 maggio 2021 Dvorana Krešimira Ćosića, Zara Durata: 1h:09 - Spettatori: 0  | Paesi Bassi | 3 - 0 | Svezia      | 25-17, 25-17, 25-15               |
| 9 maggio 2021 Dvorana Krešimira Ćosića, Zara Durata: 1h:48 - Spettatori: 0  | Svezia      | 1 - 3 | Croazia     | 18-25, 20-25, 25-22, 19-25        |
| 14 maggio 2021 Omnisport Apeldoorn, Apeldoorn Durata: 1h:32 - Spettatori: 0 | Svezia      | 1 - 3 | Paesi Bassi | 17-25, 21-25, 25-19, 17-25        |
| 15 maggio 2021 Omnisport Apeldoorn, Apeldoorn Durata: 2h:05 - Spettatori: 0 | Croazia     | 3 - 2 | Svezia      | 25-21, 25-22, 19-25, 21-25, 15-11 |
| 16 maggio 2021 Omnisport Apeldoorn, Apeldoorn Durata: 2h:11 - Spettatori: 0 | Paesi Bassi | 2 - 3 | Croazia     | 25-27, 23-25, 25-18, 26-24, 13-15 |

#### Classifica
| Pos. | Squadra     | Pt | G | V | P | SV | SP | Ratio | PF  | PS  | Ratio |
| ---- | ----------- | -- | - | - | - | -- | -- | ----- | --- | --- | ----- |
| 1.   | Paesi Bassi | 10 | 4 | 3 | 1 | 10 | 11 | 2,200 | 382 | 334 | 1,143 |
| 2.   | Croazia     | 7  | 4 | 3 | 1 | 10 | 8  | 1,250 | 407 | 399 | 1,020 |
| 3.   | Svezia      | 1  | 4 | 0 | 4 | 4  | 12 | 0,333 | 315 | 371 | 0,849 |

      Qualificata al campionato europeo 2021.

### Girone B

#### Risultati
| 12 gennaio 2021 Enerbox Sport Palace, Hadera Durata: 1h:20 - Spettatori: 0 | Israele  | 0 - 3 | Austria  | 25-27, 23-25, 20-25               |
| 13 gennaio 2021 Enerbox Sport Palace, Hadera Durata: 1h:41 - Spettatori: 0 | Austria  | 1 - 3 | Bulgaria | 21-25, 25-20, 19-25, 22-25        |
| 14 gennaio 2021 Enerbox Sport Palace, Hadera Durata: 1h:24 - Spettatori: 0 | Bulgaria | 3 - 0 | Israele  | 27-25, 25-16, 25-22               |
| 15 gennaio 2021 Enerbox Sport Palace, Hadera Durata: 2h:09 - Spettatori: 0 | Austria  | 2 - 3 | Israele  | 21-25, 25-20, 25-27, 25-20, 11-15 |
| 16 gennaio 2021 Enerbox Sport Palace, Hadera Durata: 1h:05 - Spettatori: 0 | Bulgaria | 3 - 0 | Austria  | 25-15, 25-18, 25-22               |
| 17 gennaio 2021 Enerbox Sport Palace, Hadera Durata: 1h:19 - Spettatori: 0 | Israele  | 0 - 3 | Bulgaria | 20-25, 21-25, 23-25               |

#### Classifica
| Pos. | Squadra  | Pt | G | V | P | SV | SP | Ratio  | PF  | PS  | Ratio |
| ---- | -------- | -- | - | - | - | -- | -- | ------ | --- | --- | ----- |
| 1.   | Bulgaria | 12 | 4 | 4 | 0 | 12 | 1  | 12,000 | 322 | 269 | 1,197 |
| 2.   | Austria  | 4  | 4 | 1 | 3 | 6  | 8  | 0,666  | 326 | 345 | 0,944 |
| 3.   | Israele  | 2  | 4 | 1 | 3 | 3  | 11 | 0,272  | 302 | 336 | 0,898 |

      Qualificata al campionato europeo 2021.

### Girone C

#### Risultati
| 11 gennaio 2021 Sportski centar Boris Trajkovski, Skopje Durata: 1h:50 - Spettatori: 0 | Macedonia del Nord   | 3 - 1 | Bosnia ed Erzegovina | 27-25, 25-21, 23-25, 25-19 |
| 11 gennaio 2021 Sportski centar Boris Trajkovski, Skopje Durata: 0 - Spettatori: 0     | Danimarca            | 0 - 3 | Turchia              | 0-25, 0-25, 0-25           |
| 12 gennaio 2021 Sportski centar Boris Trajkovski, Skopje Durata: 1h:01 - Spettatori: 0 | Bosnia ed Erzegovina | 0 - 3 | Turchia              | 15-25, 17-25, 18-25        |
| 12 gennaio 2021 Sportski centar Boris Trajkovski, Skopje Durata: 0 - Spettatori: 0     | Macedonia del Nord   | 3 - 0 | Danimarca            | 25-0, 25-0, 25-0           |
| 13 gennaio 2021 Sportski centar Boris Trajkovski, Skopje Durata: 1h:30 - Spettatori: 0 | Turchia              | 3 - 1 | Macedonia del Nord   | 18-25, 25-18, 25-12        |
| 13 gennaio 2021 Sportski centar Boris Trajkovski, Skopje Durata: 0 - Spettatori: 0     | Bosnia ed Erzegovina | 3 - 0 | Danimarca            | 25-0, 25-20, 25-0          |
| 14 gennaio 2021 Sportski centar Boris Trajkovski, Skopje Durata: 1h:13 - Spettatori: 0 | Bosnia ed Erzegovina | 0 - 3 | Macedonia del Nord   | 20-25, 24-26, 13-25        |
| 14 gennaio 2021 Sportski centar Boris Trajkovski, Skopje Durata: 0 - Spettatori: 0     | Turchia              | 3 - 0 | Danimarca            | 25-0, 25-0, 25-0           |
| 15 gennaio 2021 Sportski centar Boris Trajkovski, Skopje Durata: 1h:00 - Spettatori: 0 | Turchia              | 3 - 0 | Bosnia ed Erzegovina | 25-9, 25-19, 25-18         |
| 15 gennaio 2021 Sportski centar Boris Trajkovski, Skopje Durata: 0 - Spettatori: 0     | Macedonia del Nord   | 3 - 0 | Danimarca            | 25-0, 25-0, 25-0           |
| 16 gennaio 2021 Sportski centar Boris Trajkovski, Skopje Durata: 1h:45 - Spettatori: 0 | Macedonia del Nord   | 3 - 1 | Turchia              | 25-19, 21-25, 25-23, 25-18 |
| 16 gennaio 2021 Sportski centar Boris Trajkovski, Skopje Durata: 0 - Spettatori: 0     | Danimarca            | 0 - 3 | Bosnia ed Erzegovina | 0-25, 0-25, 0-25           |

#### Classifica
| Pos. | Squadra              | Pt | G | V | P | SV | SP | Ratio | PF  | PS  | Ratio |
| ---- | -------------------- | -- | - | - | - | -- | -- | ----- | --- | --- | ----- |
| 1.   | Turchia              | 15 | 6 | 5 | 1 | 16 | 4  | 4,000 | 478 | 263 | 1,817 |
| 2.   | Macedonia del Nord   | 15 | 6 | 5 | 1 | 16 | 5  | 3,200 | 493 | 325 | 1,516 |
| 3.   | Bosnia ed Erzegovina | 6  | 6 | 2 | 4 | 7  | 12 | 0,583 | 393 | 326 | 1,205 |
| 4.   | Danimarca            | 0  | 6 | 0 | 6 | 0  | 18 | 0,000 | 0   | 450 | 0,000 |

      Qualificata al campionato europeo 2021.

### Girone D

#### Risultati
| 30 agosto 2020 Eleftheria Indoor Hall, Nicosia Durata: 1h:07 - Spettatori: 50     | Moldavia | 0 - 3 | Lettonia | 10-25, 21-25, 20-25               |
| 30 agosto 2020 Eleftheria Indoor Hall, Nicosia Durata: 1h:47 - Spettatori: 510    | Cipro    | 1 - 3 | Spagna   | 22-25, 27-25, 17-25, 17-25        |
| 31 agosto 2020 Eleftheria Indoor Hall, Nicosia Durata: 1h:51 - Spettatori: 50     | Lettonia | 1 - 3 | Spagna   | 22-25, 21-25, 25-16, 19-25        |
| 31 agosto 2020 Eleftheria Indoor Hall, Nicosia Durata: 1h:14 - Spettatori: 250    | Moldavia | 3 - 0 | Cipro    | 25-22, 25-22, 25-22               |
| 1º settembre 2020 Eleftheria Indoor Hall, Nicosia Durata: 1h:46 - Spettatori: 50  | Spagna   | 1 - 3 | Moldavia | 25-23, 20-25, 21-25, 19-25        |
| 1º settembre 2020 Eleftheria Indoor Hall, Nicosia Durata: 1h:09 - Spettatori: 350 | Lettonia | 3 - 0 | Cipro    | 25-17, 25-16, 25-11               |
| 4 settembre 2020 Eleftheria Indoor Hall, Nicosia Durata: 1h:09 - Spettatori: 50   | Moldavia | 0 - 3 | Lettonia | 22-25, 17-25, 22-25               |
| 4 settembre 2020 Eleftheria Indoor Hall, Nicosia Durata: 1h:25 - Spettatori: 310  | Cipro    | 3 - 0 | Spagna   | 27-25, 25-22, 25-23               |
| 5 settembre 2020 Eleftheria Indoor Hall, Nicosia Durata: 1h:59 - Spettatori: 120  | Lettonia | 1 - 3 | Spagna   | 25-27, 25-18, 26-28, 22-25        |
| 5 settembre 2020 Eleftheria Indoor Hall, Nicosia Durata: 2h:07 - Spettatori: 550  | Moldavia | 2 - 3 | Cipro    | 20-25, 25-19, 25-19, 22-25, 10-15 |
| 6 settembre 2020 Eleftheria Indoor Hall, Nicosia Durata: 1h:16 - Spettatori: 70   | Spagna   | 3 - 0 | Moldavia | 25-19, 25-22, 25-23               |
| 6 settembre 2020 Eleftheria Indoor Hall, Nicosia Durata: 1h:15 - Spettatori: 650  | Lettonia | 3 - 0 | Cipro    | 25-15, 25-21, 25-23               |

#### Classifica
| Pos. | Squadra  | Pt | G | V | P | SV | SP | Ratio | PF  | PS  | Ratio |
| ---- | -------- | -- | - | - | - | -- | -- | ----- | --- | --- | ----- |
| 1.   | Lettonia | 12 | 6 | 4 | 2 | 14 | 6  | 2,333 | 485 | 404 | 1,200 |
| 2.   | Spagna   | 12 | 6 | 4 | 2 | 13 | 9  | 1,444 | 519 | 507 | 1,023 |
| 3.   | Moldavia | 7  | 6 | 2 | 4 | 8  | 13 | 0,615 | 451 | 479 | 0,941 |
| 4.   | Cipro    | 5  | 6 | 2 | 4 | 7  | 14 | 0,500 | 432 | 497 | 0,869 |

      Qualificata al campionato europeo 2021.

### Girone E

#### Risultati
| 6 maggio 2021 Mestská športová hala, Nitra Durata: 1h:25 - Spettatori: 0        | Slovacchia | 3 - 0 | Svizzera   | 25-22, 25-21, 25-23              |
| 6 maggio 2021 Mestská športová hala, Nitra Durata: 1h:15 - Spettatori: 0        | Romania    | 3 - 0 | Albania    | 25-15, 25-19, 25-18              |
| 7 maggio 2021 Mestská športová hala, Nitra Durata: 1h:47 - Spettatori: 0        | Slovacchia | 3 - 1 | Romania    | 25-21, 25-21, 14-25, 25-22       |
| 7 maggio 2021 Mestská športová hala, Nitra Durata: 1h:17 - Spettatori: 0        | Svizzera   | 3 - 0 | Albania    | 25-18, 25-21, 26-24              |
| 8 maggio 2021 Mestská športová hala, Nitra Durata: 1h:39 - Spettatori: 0        | Svizzera   | 3 - 1 | Romania    | 21-25, 25-18, 25-19, 25-20       |
| 8 maggio 2021 Mestská športová hala, Nitra Durata: 1h:47 - Spettatori: 0        | Albania    | 1 - 3 | Slovacchia | 20-25, 13-25, 25-21, 19-25       |
| 14 maggio 2021 Sala Sporturilor Olimpia, Ploiești Durata: 1h:36 - Spettatori: 0 | Albania    | 1 - 3 | Romania    | 26-24, 22-25, 13-25, 21-25       |
| 14 maggio 2021 Sala Sporturilor Olimpia, Ploiești Durata: 1h:46 - Spettatori: 0 | Slovacchia | 3 - 1 | Svizzera   | 19-25, 25-21, 25-22, 25-21       |
| 15 maggio 2021 Sala Sporturilor Olimpia, Ploiești Durata: 1h:54 - Spettatori: 0 | Romania    | 2 - 3 | Svizzera   | 25-21, 21-25, 25-21, 22-25, 7-15 |
| 15 maggio 2021 Sala Sporturilor Olimpia, Ploiești Durata: 1h:35 - Spettatori: 0 | Albania    | 1 - 3 | Slovacchia | 16-25, 19-25, 27-25, 18-25       |
| 16 maggio 2021 Sala Sporturilor Olimpia, Ploiești Durata: 1h:29 - Spettatori: 0 | Romania    | 3 - 1 | Slovacchia | 25-19, 16-25, 25-22, 25-15       |
| 16 maggio 2021 Sala Sporturilor Olimpia, Ploiești Durata: 1h:38 - Spettatori: 0 | Svizzera   | 3 - 1 | Albania    | 25-27, 25-15, 25-19, 25-23       |

#### Classifica
| Pos. | Squadra    | Pt | G | V | P | SV | SP | Ratio | PF  | PS  | Ratio |
| ---- | ---------- | -- | - | - | - | -- | -- | ----- | --- | --- | ----- |
| 1.   | Slovacchia | 15 | 6 | 5 | 1 | 16 | 7  | 2,285 | 535 | 492 | 1,087 |
| 2.   | Svizzera   | 11 | 6 | 4 | 2 | 13 | 10 | 1,300 | 534 | 498 | 1,072 |
| 3.   | Romania    | 10 | 6 | 3 | 3 | 13 | 11 | 1,181 | 536 | 507 | 1,057 |
| 4.   | Albania    | 0  | 6 | 0 | 6 | 4  | 18 | 0,222 | 438 | 546 | 0,802 |

      Qualificata al campionato europeo 2021.

### Girone F

#### Risultati
| 7 maggio 2021 New Volleyball Arena, Tbilisi Durata: 1h:40 - Spettatori: 0      | Azerbaigian | 1 - 3 | Montenegro  | 23-25, 21-25, 25-21, 15-25        |
| 7 maggio 2021 New Volleyball Arena, Tbilisi Durata: 0h:58 - Spettatori: 0      | Georgia     | 0 - 3 | Grecia      | 12-25, 14-25, 12-25               |
| 8 maggio 2021 New Volleyball Arena, Tbilisi Durata: 2h:04 - Spettatori: 0      | Montenegro  | 2 - 3 | Grecia      | 25-17, 20-25, 19-25, 25-23, 14-16 |
| 8 maggio 2021 New Volleyball Arena, Tbilisi Durata: 1h:15 - Spettatori: 0      | Azerbaigian | 3 - 0 | Georgia     | 25-20, 25-22, 25-15               |
| 9 maggio 2021 New Volleyball Arena, Tbilisi Durata: 1h:16 - Spettatori: 0      | Grecia      | 3 - 0 | Azerbaigian | 25-21, 25-19, 25-18               |
| 9 maggio 2021 New Volleyball Arena, Tbilisi Durata: 0h:53 - Spettatori: 0      | Montenegro  | 3 - 0 | Georgia     | 25-8, 25-12, 25-11                |
| 14 maggio 2021 Sportska dvorana Verde, Podgorica Durata: 0h:53 - Spettatori: 0 | Georgia     | 0 - 3 | Grecia      | 10-25, 10-25, 16-25               |
| 14 maggio 2021 Sportska dvorana Verde, Podgorica Durata: 1h:41 - Spettatori: 0 | Montenegro  | 3 - 1 | Azerbaigian | 25-16, 25-12, 20-25, 26-24        |
| 15 maggio 2021 Sportska dvorana Verde, Podgorica Durata: 1h:02 - Spettatori: 0 | Grecia      | 3 - 0 | Azerbaigian | 25-16, 25-17, 25-13               |
| 15 maggio 2021 Sportska dvorana Verde, Podgorica Durata: 0h:59 - Spettatori: 0 | Georgia     | 0 - 3 | Montenegro  | 14-25, 20-25, 16-25               |
| 16 maggio 2021 Sportska dvorana Verde, Podgorica Durata: 1h:01 - Spettatori: 0 | Azerbaigian | 3 - 0 | Georgia     | 25-13, 25-17, 25-17               |
| 16 maggio 2021 Sportska dvorana Verde, Podgorica Durata: 1h:17 - Spettatori: 0 | Grecia      | 0 - 3 | Montenegro  | 15-25, 21-25, 23-25               |

#### Classifica
| Pos. | Squadra     | Pt | G | V | P | SV | SP | Ratio | PF  | PS  | Ratio |
| ---- | ----------- | -- | - | - | - | -- | -- | ----- | --- | --- | ----- |
| 1.   | Montenegro  | 16 | 6 | 5 | 1 | 17 | 5  | 3,400 | 520 | 407 | 1,277 |
| 2.   | Grecia      | 14 | 6 | 5 | 1 | 15 | 5  | 3,000 | 465 | 356 | 1,306 |
| 3.   | Azerbaigian | 6  | 6 | 2 | 4 | 8  | 12 | 0,666 | 415 | 446 | 0,930 |
| 4.   | Georgia     | 0  | 6 | 0 | 6 | 0  | 18 | 0,000 | 259 | 450 | 0,575 |

      Qualificata al campionato europeo 2021.

### Girone G

#### Risultati
| 7 maggio 2021 Ludovika Aréna, Budapest Durata: 2h:14 - Spettatori: 20        | Bielorussia | 2 - 3 | Portogallo  | 25-21, 23-25, 25-23, 23-25, 10-15 |
| 7 maggio 2021 Ludovika Aréna, Budapest Durata: 1h:53 - Spettatori: 150       | Ungheria    | 3 - 1 | Norvegia    | 23-25, 25-22, 25-23, 25-21        |
| 8 maggio 2021 Ludovika Aréna, Budapest Durata: 1h:19 - Spettatori: 12        | Portogallo  | 3 - 0 | Norvegia    | 25-18, 25-21, 25-19               |
| 8 maggio 2021 Ludovika Aréna, Budapest Durata: 1h:04 - Spettatori: 160       | Bielorussia | 3 - 0 | Ungheria    | 25-21, 25-15, 25-12               |
| 9 maggio 2021 Ludovika Aréna, Budapest Durata: 1h:16 - Spettatori: 25        | Norvegia    | 0 - 3 | Bielorussia | 21-25, 14-25, 22-25               |
| 9 maggio 2021 Ludovika Aréna, Budapest Durata: 1h:14 - Spettatori: 180       | Portogallo  | 3 - 0 | Ungheria    | 25-21, 25-16, 25-21               |
| 14 maggio 2021 Centro de Desportos, Matosinhos Durata: 1h:52 - Spettatori: 0 | Norvegia    | 3 - 1 | Ungheria    | 21-25, 26-24, 25-18, 25-22        |
| 14 maggio 2021 Centro de Desportos, Matosinhos Durata: 1h:51 - Spettatori: 0 | Portogallo  | 3 - 1 | Bielorussia | 25-22, 25-19, 21-25, 25-21        |
| 15 maggio 2021 Centro de Desportos, Matosinhos Durata: 1h:43 - Spettatori: 0 | Ungheria    | 1 - 3 | Bielorussia | 23-25, 25-19, 20-25, 18-25        |
| 15 maggio 2021 Centro de Desportos, Matosinhos Durata: 1h:17 - Spettatori: 0 | Norvegia    | 0 - 3 | Portogallo  | 17-25, 18-25, 22-25               |
| 16 maggio 2021 Centro de Desportos, Matosinhos Durata: 1h:07 - Spettatori: 0 | Bielorussia | 3 - 0 | Norvegia    | 25-19, 25-15, 25-10               |
| 16 maggio 2021 Centro de Desportos, Matosinhos Durata: 1h:13 - Spettatori: 0 | Ungheria    | 0 - 3 | Portogallo  | 15-25, 20-25, 22-25               |

#### Classifica
| Pos. | Squadra     | Pt | G | V | P | SV | SP | Ratio | PF  | PS  | Ratio |
| ---- | ----------- | -- | - | - | - | -- | -- | ----- | --- | --- | ----- |
| 1.   | Portogallo  | 17 | 6 | 6 | 0 | 18 | 3  | 6,000 | 505 | 423 | 1,193 |
| 2.   | Bielorussia | 13 | 6 | 4 | 2 | 15 | 7  | 2,142 | 512 | 440 | 1,163 |
| 3.   | Ungheria    | 3  | 6 | 1 | 5 | 5  | 16 | 0,312 | 436 | 507 | 0,860 |
| 4.   | Norvegia    | 3  | 6 | 1 | 5 | 4  | 16 | 0,250 | 404 | 487 | 0,829 |

      Qualificata al campionato europeo 2021.

## Verdetti
| Squadra              | Rosa | Posizione       |
| -------------------- | --- | --------------- |
| Bielorussia          | 3 Lazuka, 6 Babkevič, 8 Mas'ko, 13 Buraŭ, 14 Pran'ko, 15 Cjuškevič, 17 Miskevič, 18 Škrėdaŭ, 19 Panasenka, 20 Budzjuchin, 21 Kuraš, 24 Bahatka, 27 Marozaŭ, 29 Davyskiba, CT Bekša                                       | 2ª nel girone G |
| Bulgaria             | 2 Čavdarov, 3 Petkov, 4 Atanasov, 6 Stankov, 8 Skrimov, 9 Seganov, 11 Grozdanov, 14 Asparuhov, 16 Ivanov, 19 Sokolov, 20 Dimitrov, 21 Karakašev, 22 Kărtev, 23 Nikolov, CT Prandi                                        | 1ª nel girone B |
| Croazia              | 1 Zhukouski, 2 Bakonji, 5 Mitrašinović, 6 Raič, 7 Sedlaček, 8 Sarčević, 9 Dukić, 10 Šestan, 13 Pervan, 14 Marelić, 16 Andrić, 17 Mihalj, 19 Zeljković, 20 Nikačević, CT Zanini                                           | 2ª nel girone A |
| Grecia               | 1 Zīsīs, 3 Zoupanīs, 4 Kōtsakīs, 6 Stivachtīs, 7 Petreas, 8 Papaggelopoulos, 9 Kokkinakīs, 10 Koumentakīs, 11 Kasampalīs, 12 Voulkidīs, 13 C. Andreopoulos, 15 Raptīs, 17 Prōtopsaltīs, 18 Mīlīs, CT D. Andreopoulos     | 2ª nel girone F |
| Lettonia             | 1 Ivanovs, 4 Švans, 6 Cielavs, 7 Saušs, 8 Šmits, 9 Egleskalns, 11 Petrovs, 12 Buivids, 13 Skrūders, 16 Platačs, 17 Ozoliņš, 20 Adamovičs, 21 Blumbergs, 22 Jansons, CT Keel                                              | 1ª nel girone D |
| Macedonia del Nord   | 1 Angelovski, 2 Ǵ. Ǵorǵiev, 4 N. Ǵorǵiev, 5 Milev, 7 Nakov, 8 Ljaftov, 11 Despotovski, 12 Nikolovski, 14 Andonov, 16 Iliev, 17 Kostikj, 18 Mihailov, 19 Nikolov, 20 Savovski, CT Nikolić                                 | 2ª nel girone C |
| Montenegro           | 1 Minić, 2 Kosović, 3 Babić, 4 Zvicer, 5 R. Strugar, 6 Ćaćić, 7 Radonić, 8 Lakčević, 9 Bojić, 13 Milić, 14 B. Strugar, 17 Ječmenica, 20 Pavićević, 21 Vlahović, CT Bašić                                                 | 1ª nel girone F |
| Paesi Bassi          | 2 Keemink, 4 ter Horst, 5 van der Ent, 6 Dronkers, 7 Jorna, 8 Plak, 12 Tuinstra, 13 Ottevanger, 14 Abdel-Aziz, 15 van Solkema, 16 ter Maat, 17 Parkinson, 18 Andringa, 22 Wiltenburg, CT Piazza                          | 1ª nel girone A |
| Portogallo           | 1 Alves, 2 Pereira, 3 Lopes, 4 Cvetićanin, 5 Marques, 6 A. Ferreira, 7 Casas, 8 Violas, 9 M. Ferreira, 10 P. Martins, 12 L. Martins, 15 Tavares, 17 Fidalgo, 18 Gaspar, CT Silva                                         | 1ª nel girone G |
| Slovacchia           | 1 Michalovič, 2 Kriško, 5 Němec, 6 Palgut, 7 Zeman, 8 Ondrovič, 9 Pokopec, 11 Turis, 12 Paták, 13 Ihnát, 14 Krajčovič, 15 Zaťko, 17 Porubský, 19 Gavenda, 22 Firkaľ, CT Kardoš                                           | 1ª nel girone E |
| Spagna               | 3 Rodríguez, 4 González, 5 Lorente, 6 B. Ruiz, 7 Ramón, 8 D. Ruiz, 9 Vigil, 10 Almansa, 12 Osorio, 13 Villena, 14 Fornés, 20 Gimeno, 22 Dovale, 77 de Amo, CT Maldonado                                                  | 2ª nel girone D |
| Turchia              | 4 Güngör, 7 Savaş, 8 Subaşı, 10 Ekşi, 11 Gülmezoğlu, 12 Lagumdžija, 13 Karasu, 14 Güneş, 15 Toy, 16 Mert, 17 Ulu, 20 Bayram, 22 Bostan, 53 Döne, CT Özbey                                                                | 1ª nel girone C |
| Albania              | 1 Muça, 2 Qerraxhija, 3 Talaj, 4 Koçi, 5 Dragoi, 6 Çela, 7 Arapi, 9 Martiro, 10 Qepa, 11 Bakiri, 12 Deliu, 13 Baruti, 14 Qafarena, 17 Vasili, CT Melka                                                                   | 4ª nel girone E |
| Austria              | 1 Kroiss, 2 Landfahrer, 3 Wohlfahrtstätter, 4 Kronthaler, 6 Menner, 8 Tusch, 11 M. Berger, 12 A. Berger, 13 Thaller, 14 Ringseis, 15 Grabmüller, 17 Jurkovics, 20 Kühl, 21 Ecker, CT Gačič                               | 2ª nel girone B |
| Azerbaigian          | 2 Həsənli, 3 Gurskii, 4 Ağazadə, 5 Aliyev, 6 Alışanov, 7 Abdullayev, 8 Nikulenko, 11 Dunyamaliyev, 12 Rzazade, 15 Baranov, 16 Aghabayov, 17 Vasilenko, 19 Allahverdiyev, CT Jalalov                                      | 3ª nel girone F |
| Bosnia ed Erzegovina | 1 Makaš, 3 Fazlić, 4 Alić, 5 Zenović, 6 Ivić, 7 Colo, 8 Mehmedović, 9 Popović, 10 Osmanović, 11 Merdanović, 12 Dominković, 13 Hadžić, 15 Bezdrob, 17 Mitrinović, CT Mahmutović                                           | 3ª nel girone C |
| Cipro                | 1 O. Savvides, 2 A. Savvides, 5 Chrysostomou, 6 Strougkarevits, 8 Pafitis, 9 Haridimou, 11 Prodromou, 12 Alexiou, 13 Mavrommatis, 14 Antoniou, 15 Siapanis, 16 Christoforou, 17 Eleftheriou, 18 Panteli, CT Cannestracci | 4ª nel girone D |
| Danimarca            | - | 4ª nel girone C |
| Georgia              | 2 Iobidze, 4 Tevdoradze, 5 Chkholaria, 6 Gejadze, 8 D. Chachua, 9 Gordadze, 10 Kheirabadi, 11 Khvistani, 12 O. Chachua, 13 Zakaidze, 14 Lobzhanidze, 15 Meladze, 16 Nutsubidze, 17 Kachibaia, CT Akhvlediani             | 4ª nel girone F |
| Israele              | 1 Osokin, 3 Hershko, 5 Shwartz-Shmoel, 6 Batchkala, 7 Kessel, 8 Saada, 9 Zimlanuchin, 11 Poylov, 13 Roitman, 14 Shtift, 15 Sessler, 16 David, 17 Shafranovich, 18 Sokolov, 21 Goldrin, CT Katz                           | 3ª nel girone B |
| Moldavia             | 1 Cimili, 2 Majarov, 3 Cozlovschi, 5 Voleanschii, 7 Corabieru, 8 Reabciuc, 9 Stelmah, 10 Lescov, 11 Mocanu, 12 Predius, 13 Talpă, 14 Dudicov, 15 Moisei, 18 Bahov, CT Romascan                                           | 3ª nel girone D |
| Norvegia             | 1 Kvalen, 2 Espeland, 3 Tvinde, 4 Huus, 5 Østvik, 7 Olimstad, 8 Langlo, 9 Raftevold, 10 Thelle, 11 Takvam, 12 Fornes, 13 Fasteland, 14 Sunde, 17 Bergum, CT Aleksandersen                                                | 4ª nel girone G |
| Romania              | 2 Călin, 3 Diaconescu, 4 Dumitru, 5 Mihalcea, 6 Mărieș, 7 Muscină, 8 Mocanu, 9 Aciobăniței, 10 Bartha, 12 Bala, 14 Cherbeleață, 16 Bălean, 18 Magdaș, 19 Rață, 20 Mihălescu, CT Pascu                                    | 3ª nel girone E |
| Svezia               | 3 Andersson, 6 Ahremark, 7 Borna, 9 Pettersson, 11 Petersson, 13 Lindberg, 14 Link, 16 J. Gruvaeus, 17 D. Gruvaeus, 18 Lushtaku, 19 Von Sydow, 20 Ekman, 22 Svärd, 23 Ribom, CT Dalqvist                                 | 3ª nel girone A |
| Svizzera             | 2 Harksen, 3 Fischer, 5 Ulrich, 6 Giger, 7 Köpfli, 8 Zeller, 9 Von Burg, 12 Zerika, 14 Ehrat, 15 Weisigk, 17 Brändli, 18 Traagstad, 21 Diem, 93 Djokic, CT Motta                                                         | 2ª nel girone E |
| Ungheria             | 1 Szabó, 2 Bozóki, 3 Nagy, 4 Pesti, 6 Magyar, 8 Gergye, 9 Baróti, 10 Blázsovics, 12 Horváth, 13 Dávid, 14 Pádár, 15 Keen, 17 Kiss, 22 Gacs, CT Koch                                                                      | 3ª nel girone G |

|  | Qualificata al campionato europeo 2021 |